# Margo
Margo McAlpine, 1991, è un genere di insetti dell'ordine dei Ditteri (Brachycera: Cyclorrhapha: Acalyptratae). È l'unico genere della famiglia Marginidae McAlpine, 1991, e comprende solo tre specie afrotropicali.

## Sistematica e distribuzione
Definita da McAlpine (1991), allo scopo di inserire tre specie di nuova descrizione, la famiglia dei Marginidae ha, allo stato attuale, una collocazione provvisoria nell'ambito della superfamiglia Opomyzoidea. Le poche conoscenze relative ai Marginidae, dovute al lavoro di McAlpine, non consentono l'individuazione di relazioni filogenetiche definite con gli altri Opomyzoidea e tale collocazione tassonomica resta pertanto possibile ma incerta.
L'areale del genere Margo è al momento limitato a due sole regioni dell'Africa:
- Margo aperta McAlpine, 1991, presente nello Zimbabwe
- Margo clausa McAlpine, 1991, presente in Madagascar
- Margo operta McAlpine, 1991, presente in Zimbabwe.